# Leon Bójko
Leon Bójko (ur. 18 lutego 1942 w Białymstoku, zm. 1 sierpnia 1993 w Raszynie) – polski dziennikarz, związany m.in. z Życiem Warszawy, prasą podziemną w latach 80. i Gazetą Wyborczą.

## Życiorys

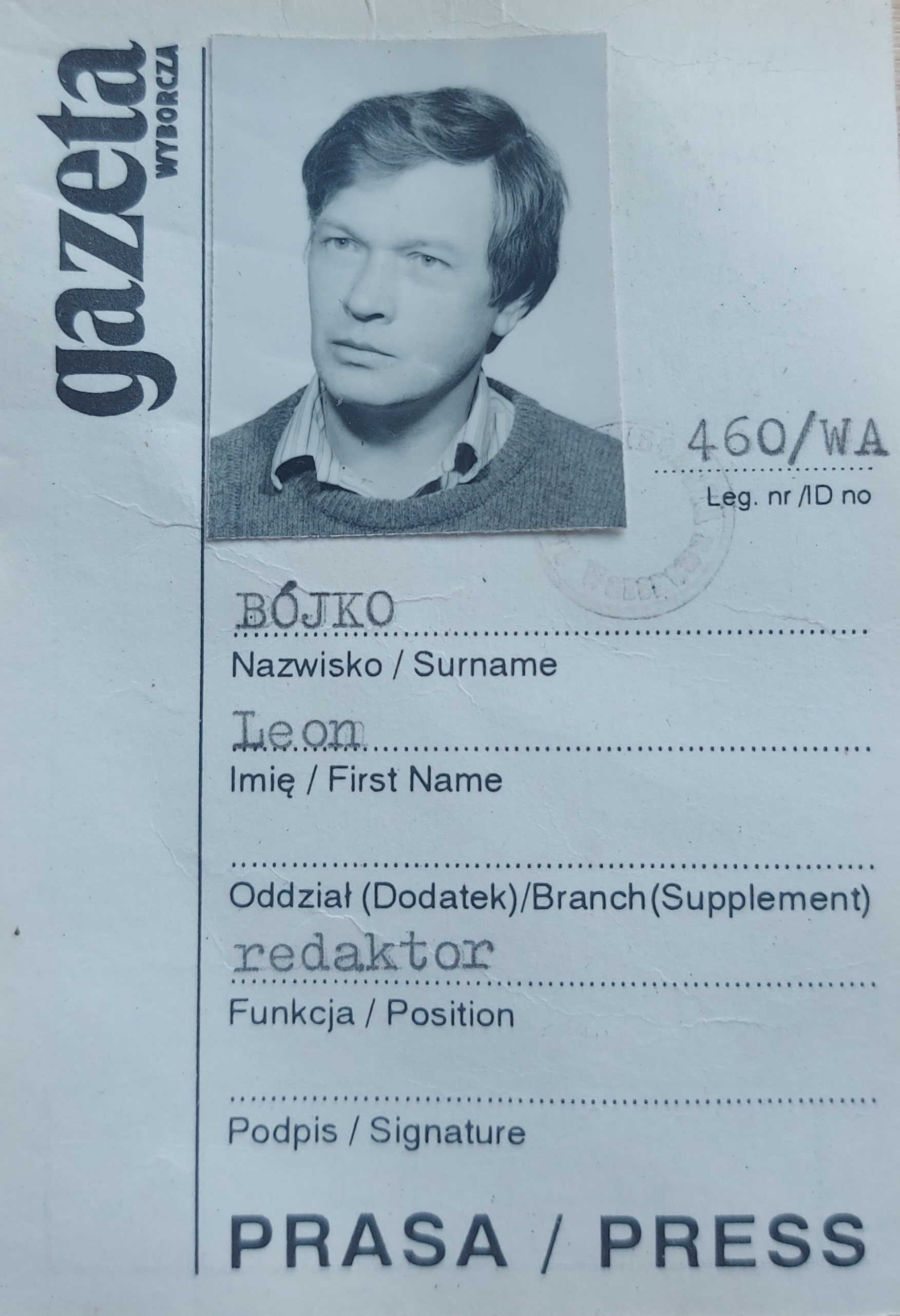
Legitymacja prasowa Leona Bójki z "Gazety Wyborczej"

Ukończył studia na Wydziale Chemii Politechniki Warszawskiej. W latach 1970–1975 pracował w Życiu Warszawy, w latach 1975-1981 w Nowej Wsi, w 1981 ponownie w Życiu Warszawy. Po ogłoszeniu stanu wojennego został negatywnie zweryfikowany i pozbawiony pracy w prasie oficjalnej, współpracował z wieloma pismami podziemnymi, m.in. Tygodnikiem Mazowsze, Przeglądzie Wiadomości Agencyjnych, Tygodniku Wojennym, CDN – Głos Wolnego Robotnika, pod pseudonimami Jerzy Krzewina, Roman Biednota. W II połowie lat 80. pracował w wydawanym oficjalnie Przeglądzie Katolickim. Od 1989 był członkiem redakcji Gazety Wyborczej, od 1990 korespondentem tego pisma w Moskwie. Zmarł nagle, na atak serca.
Był laureatem Nagrody Polskiego PEN Clubu im. Ksawerego Pruszyńskiego za 1992 rok. Pośmiertnie został odznaczony Krzyżem Kawalerskim Orderu Odrodzenia Polski.